# Рохиррим
Рохиррим (синд. Rohirrim) — в легендариуме Дж. Р. Р. Толкина название народа, в конце Третьей Эпохи населявшего Рохан. В переводе с синдарина «рохиррим» означает «повелители коней» или «народ повелителей коней». Состоит из двух эльфийских слов: roch — «конь» и kher — «владеть», образующих таким образом слово Рохир (синд. Rochir) — «всадник», «повелитель коней», и множественного суффикса -rim.

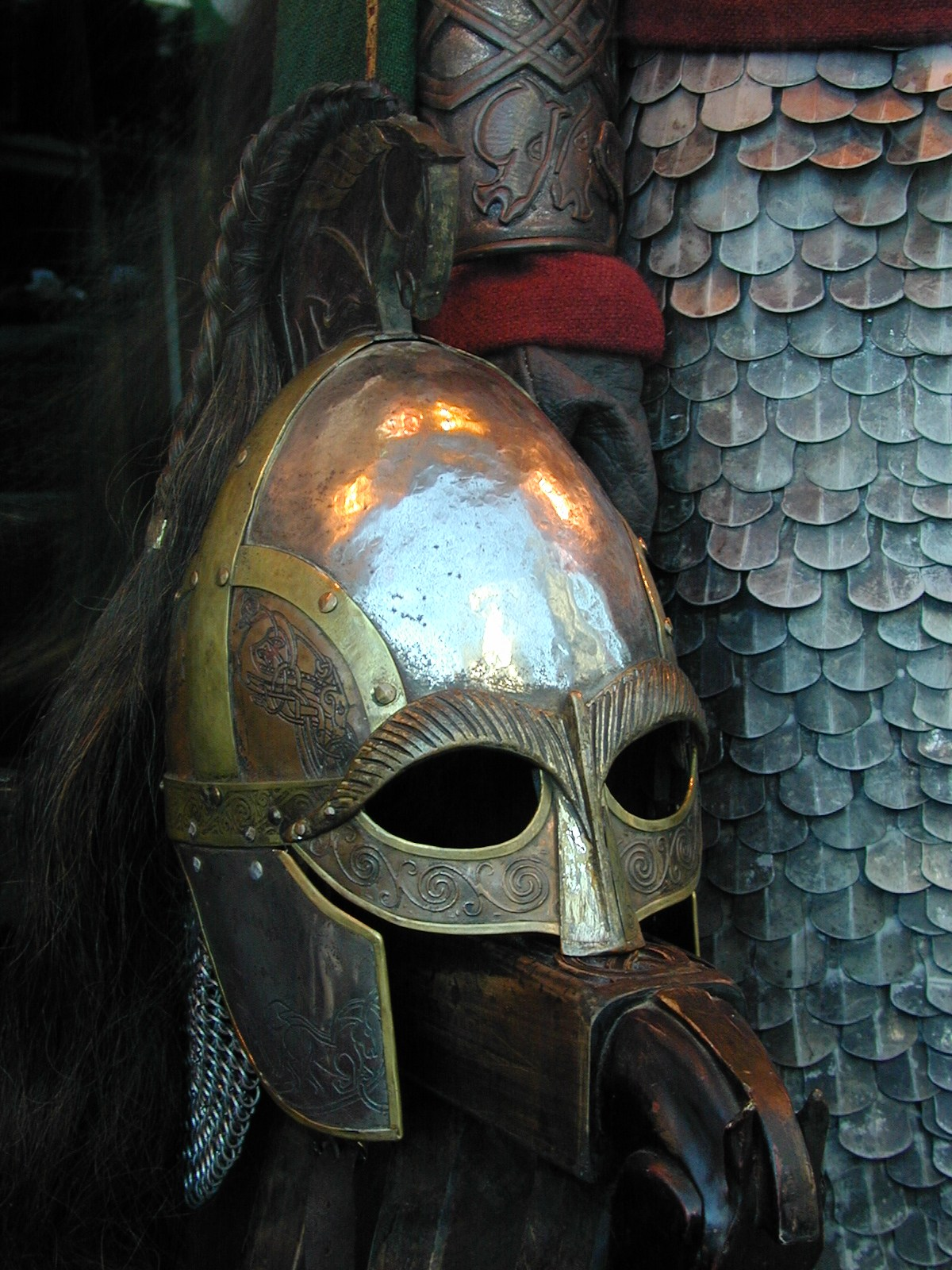
Реконструкция роханского шлема и панциря (кинотрилогия Питера Джексона) «Властелин Колец».

Самоназвание их было «Эотеод» (др.-англ. Éothéod), что на древнеанглийском означает «конные люди» (в соответствии со своей концепцией языков во «Властелине колец» Толкин «перевёл» настоящий язык рохиррим древнеанглийским). Также они называли себя «Эорлинги» (англ. Eorlingas) по имени легендарного первого вождя Эорла. Разговаривали на рохиррике.

## Происхождение и национальные особенности
Народ рохиррим родственен беорнингам и бардингам. До миграции в Каленардон рохиррим населяли сначала земли Рованиона, а после вторжения возничих — территорию между Мглистыми горами и севером Чернолесья.
По характеру большинство рохиррим заносчивы, своевольны, воинственны, но вместе с тем честны и прямодушны (об этих национальных чертах рохиррим говорит Арагорн во второй книге «Властелина Колец»). На войне рохиррим отважны и беспощадны, очень искусны в конном бою на копьях, есть среди них и конные лучники.

## Участие рохиррим в Войне Кольца
В Войне Кольца рохиррим приняли деятельное участие. Первоначально рохиррим старались сохранять нейтралитет в столкновениях Гондора и Мордора, однако реальность оказалась таковой, что Мордор развязал войну с Роханом руками Сарумана. Когда же в Эдорас прибыл преображённый Гэндальф, сопровождаемый наследником гондорского престола Арагорном, король Рохана Теоден решился вступить в войну с Мордором на стороне сил Запада. Возглавляемое им роханское войско выдержало жестокий натиск полчищ Сарумана (состоящих из урук-хай и людей, служащих Саруману, в основном дунландцев) у Хельмовой Пади (в другом переводе — Хельмовой Крепи), с помощью хуорнов одержав блестящую победу.
После победы над Саруманом и разрушения Изенгарда (описаны во второй книге «Властелина Колец» — «Две крепости») — воинство рохиррим во главе с королём Теоденом и его племянником, маршалом Марки Эомером, пришло на помощь Гондору. При их участии снята осада с крепости Минас Тирит. В битве на Пеленнорских полях король Теоден погиб от руки предводителя назгулов. Однако племянница короля, принцесса Эовин, при поддержке оруженосца короля, хоббита Мериадока Брендибака, сразила Короля-Чародея, нанеся ему смертельный удар.
После победы в Войне Кольца и падения Саурона союз Рохана и Гондора ещё более укрепился. Королём Рохана стал Эомер (уже в этом качестве он принимает участие в битве у Ворот Мордора в составе союзного войска, возглавляемого Арагорном и Гэндальфом), его сестра Эовин вышла замуж за наместника Фарамира, полюбившего её, и вместе с ним правит Итилиэном.